# Kalorienrestriktionmimetikum
Ein Kalorienrestriktionmimetikum (CRM) bezeichnet eine zum Teil hypothetische Klasse von Nahrungsergänzungsmitteln, die den in Tierversuchen ermittelten lebensverlängernden Effekte der Kalorienrestriktion nachahmen sollen (im Englischen calorie restriction, abgekürzt CR, und manchmal auch als energy restriction bezeichnet).

## Eigenschaften
Kalorienrestriktion ist definiert als eine Verringerung der Kalorienaufnahme von 20 % (milde CR) bis 50 % (schwere CR), ohne die Gefahr einer Mangelernährung bzw. einer Unterversorgung mit essentiellen Nährstoffbestandteilen.
Ein Kalorienrestriktionmimetikum soll in die für eine Kalorienrestriktion relevanten Stoffwechselwege eingreifen und ähnlich wie eine CR selbst dadurch den Prozess des Alterns verlangsamen, die Gesundheit erhalten und eine längere Lebensdauer ermöglichen. Durch die Mimetika sollen die Effekte der Kalorienrestriktion erzielt werden, ohne die Nahrungsaufnahme reduzieren zu müssen. In verschiedenen Modellorganismen wurde gezeigt, dass eine Reihe von Genen und Stoffwechselwegen durch CR beeinflusst werden. Diese stellen damit potenzielle Ziele für die Wirkstoffforschung und für die Entwicklung von CRM dar. Bislang steht der Nachweis der Existenz effektiver CRM noch aus.

## Geschichte
Die Bezeichnung wurde von Lane, Ingram und Roth vom National Institute on Aging in einer Veröffentlichung aus dem Jahr 1998 im „Journal of Anti-Aging Medicine“ geprägt.

## Diskutierte potenzielle Kandidaten
- Spermidin, ein biogenes Polyamin, wirkt verstärkend auf die Autophagie, einem zellulären Prozess, der für die allgemeine Zellaktivität von Proteinen sowie die Funktion der Mitochondrien und Kardiomyozyten (Herzmuskelzellen) entscheidend ist.[5] Die biochemischen und mikrobiologischen Mechanismen von Spermidin werden unter anderem im Labor Frank Madeo, Alterung und Zelltod der Karl-Franzens-Universität Graz untersucht. Dort zeigten sich im Modellorganismus Farbmaus herz-, tumor- und neuroprotektive, demenzprophylaktische Wirkungen sowie eine Verbesserung der Nierenfunktion. Das Forschungsteam um Frank Madeo prüft die Anwendungsmöglichkeiten für den Menschen.[6] Im August 2018 veröffentlichten österreichische, französische und englische Kliniker und Forscher die Ergebnisse eines zwanzigjährigen klinischen Beobachtungszeitraums (1995–2015), in welchem die Aufnahme von Spermidin in den Ernährungsgewohnheiten einer Personengruppe regelmäßig protokolliert worden war. An der Untersuchung nahmen 829 zwischen 45 und 84 Jahre alte Menschen (Männeranteil 49 Prozent) teil. In diesem Zeitraum starben 341 der Personen, und zwar 40,5 Prozent von ihnen im unteren Drittel der Spermidinaufnahme, 24 Prozent im mittleren und 15 Prozent im oberen Drittel. Das unterschiedliche Mortalitätsrisiko von Menschen des oberen Drittels im Vergleich zu jenem des unteren Drittels entsprach dabei einem um 5 bis 7 Jahre geringerem Alter.[7] Eine Langzeitbehandlung mit Spermidin ist nach einer gemeinsamen Untersuchung der Berliner Charité mit französischen und österreichischen Arbeitsgruppen an älteren kognitiv beeinträchtigten Menschen sicher und gut verträglich.[8]

- Resveratrol (3,5,4’-Trihydroxy-trans-Stilben) ist ein von mehreren Pflanzen natürlich hergestelltes Stilbenoid, eine Art natürliches Phenol und Phytoalexin. Es kommt u. a. in Trauben vor. Resveratrol erhöht die Lebensdauer von Modellorganismen wie z. B. Hefen, Würmern (Caenorhabditis elegans), und Fruchtfliegen. Wissenschaftler, die an diesen Studien beteiligt waren, gründeten Sirtris Pharmaceuticals, ein Unternehmen, welches an der Entwicklung von Resveratrol-Analoga als proprietäre Medikamente arbeitet. Resveratrol wird zudem als Nahrungsergänzungsmittel vermarktet. Allerdings konnten Studien von unabhängigen Wissenschaftlern viele Ergebnisse nicht replizieren.[9][10][11] So hat Resveratrol in verschiedenen Dosen keine Verlängerung der Lebensdauer von nicht übergewichtigen, genetisch nicht veränderten Mäusen bewirkt.[12][13][14] Dies gilt ähnlich für Ratten.[15]

- Das Antidiabetikum Metformin wurde als mögliches CRM vorgeschlagen, nachdem festgestellt wurde, dass Mäuse, denen das Medikament verabreicht wurde, ähnliche Genexpressionsveränderungen wie CR-Mäuse zeigen.[16] Es ist bereits klinisch für die Behandlung von Diabetes zugelassen und wird seit über 40 Jahren für diese Indikation verwendet. Es erhöht die Empfindlichkeit von Insulinrezeptoren auf der Oberfläche von Muskel- und Fettzellen und aktiviert Gene, welche die Produktion von Glucose durch die Leber reduzieren und so das Risiko von Glykation (nicht-enzymatische Glykierung) und anderen altersbedingten Schäden verringern; diese Effekte sind auch bei CR zu sehen. Weiterhin wurde berichtet, dass Metformin die Lebensdauer von kurzlebigen oder genetisch krebsanfälligen Mäusestämmen verlängert hat.[17] Jedoch haben zwei Studien an Ratten und Mäusen mit normaler Genetik und Langlebigkeit keine Wirkung von Metformin auf die maximale Lebensdauer und nur eine sehr geringe Wirkung auf die mittlere Lebensdauer gezeigt.[18][19]

- Oxalacetat ist ein metabolisches Zwischenprodukt des Citratzyklus. Im Modellorganismus Caenorhabditis elegans, einem Fadenwurm, erhöht die Supplementierung mit Oxaloacetat das Verhältnis von reduziertem zu oxidiertem Nicotinamidadenindinukleotid (NAD+/NADH) und aktiviert die AMPK- und FOXO-Signalwege, ähnlich wie bei einer CR.[20] Der Anstieg des NAD+/NADH-Verhältnisses ist auf die Reaktion von Oxalacetat zu Malat im Cytoplasma über das Enzym Malat-Dehydrogenase zurückzuführen. In Mitochondrien, die aus Zellen isoliert und in mit Oxalacetat angereichertem Medium getestet wurden, kann diese Zunahme dramatisch sein.[21] Bei Tests von zwei unabhängigen Gruppen von Wissenschaftlern in vier Universitätslaboratorien hatte die Supplementierung mit Oxalacetat allerdings keinen Einfluss auf die Lebensdauer von gesunden Labormäusen.[14]

- 2-Desoxy-D-glucose, oder 2DG. 2-Desoxyglucose war Pionier der Kalorienrestriktionmimetika.[4][3][22] Die Substanz inhibiert die Glycolyse und kann einige der physiologischen Effekte der CR simulieren, insbesondere erhöhte Insulinsensitivität, verringerte Glucosespiegel und reduzierte Körpertemperatur.[4][22] Die Lebensspanne des Fadenwurms C. elegans  verlängerte sich;[23] jedoch haben Studien in verschiedenen Rattenstämmen keine positiven Ergebnisse erbracht, stattdessen Probleme mit Toxizität.[22]

- Rapamycin, ein Arzneimittel, welches den mTOR-Signalweg (mechanistic Target Of Rapamycin) hemmt, ist ein weiterer Kandidat für ein CR-Mimetikum.[3][24] Diese Annahme basiert auf der Reaktion der mTORC1-Aktivität auf die Nährstoffverfügbarkeit, der Inhibition der mTOR-Aktivität durch CR, der Verlängerung der maximalen Lebensdauer durch (1) genetisch inhibierte mTOR-Signalgebung bei wirbellosen Tieren sowie (2) die pharmakologische Hemmung von mTOR mit Rapamycin, sowohl bei Wirbellosen als auch bei Mäusen.[13][24][25] Dennoch zeigen die Wirkungen von CR und Rapamycin auf den Metabolismus und die Genexpression auch wesentliche Unterschiede in Mäusen,[26][27][28] was darauf hindeutet, dass die Mechanismen von CR und Rapamycin auch unterschiedlich und möglicherweise additiv sein können.[27][28]